# Karl Schlemmer (Theologe)
Karl Schlemmer (* 16. Januar 1937 in Nürnberg; † 24. September 2013 ebenda) war ein deutscher römisch-katholischer Theologe und Professor für Liturgiewissenschaft und Pastoraltheologie.

## Leben
Schlemmer studierte nach seinem Abitur am Humanistischen Gymnasium der Benediktinerabtei Metten katholische Theologie an der Philosophisch-Theologischen Hochschule, der heutigen Otto-Friedrich-Universität Bamberg, wo er 1958 Mitglied der Studentenverbindung K.D.St.V. Fredericia Bamberg im CV wurde. Später wurde er noch Mitglied der KDStV Gothia Würzburg im CV. Schlemmer empfing 1963 die Priesterweihe. Zunächst war er mehrere Jahre als Priester in der Seelsorge tätig. Ab 1971 war er Wissenschaftlicher Assistent am Lehrstuhl für Liturgiewissenschaften an der Julius-Maximilians-Universität Würzburg, an der er 1977 mit einer Arbeit zur fränkischen Kirchen- und Reformationsgeschichte bei Georg Langgärtner zum Dr. theol. promoviert wurde. 
Nach Lehraufträgen in Fulda und Würzburg erhielt er 1983 während seiner Habilitation einen Ruf auf den Lehrstuhl für Liturgik und Homiletik, ab 1999/2000 Lehrstuhl für Liturgiewissenschaften und Pastoraltheologie an die Universität Passau. Er war 1988/1989 Dekan und von 1998 bis 2002 Studiendekan der Theologischen Fakultät. 2002 wurde er emeritiert; sein Nachfolger wurde Franz-Peter Tebartz-van Elst. 
Karl Schlemmer hatte eine Vorliebe für Eisenbahnen. Neben seiner nach eigener Aussage ziemlich großen Modelleisenbahn, auf der schon Bischöfe und der Erzbischof Karl Braun gespielt haben, war er auch ein Freund des Bahnfahrens: „Ich habe inzwischen das Bahnfahren so lieb gewonnen, dass ich mich sogar in den ICE oder den Intercity flüchte, um zu arbeiten. Mein Neffe nennt dies mein Büro auf Schienen. Ich habe im Zug schon Bücher entworfen, Vorträge konzipiert, Klausuren und Diplomarbeiten korrigiert, Dissertationen und Habilitationen durchgearbeitet und begutachtet. Dort habe ich meine Ruhe. Zu Hause würde ich nur durchs Telefon gestört.“

## Wirken
Er war Gast- und Honorarprofessor an der Südböhmischen Universität in Budweis (České Budějovice). Seit 1999 war er wissenschaftlicher Beirat an der Südböhmischen Universität Budweis. Von 2002 bis 2004 hatte er eine Lehrstuhlvertretung für Pastoraltheologie und Homiletik an der Theologischen Hochschule Chur in Chur inne. Zudem engagierte er sich als Präses der Kolpingsfamilie an seinem Wohnort Nürnberg.
Karl Schlemmer wurde 2003 in die Theologische Kommission der Schweizer Bischofskonferenz berufen. 2005 war er Teilnehmer an der Synode der Römisch-Katholischen Kirche des Kantons Basel-Stadt (RKK) in dem eine Standortbestimmung im Prozess Vision 2015 erarbeitet wurde.
Er war langjähriger Schriftleiter des Anzeigers für die Seelsorge. Er wurde 2000 Mitglied der Europäischen Akademie der Wissenschaften und Künste in Wien sowie der Gesellschaft zur Förderung der Augustinus-Forschung in Würzburg.

## Schriften
- Bausteine für den Gottesdienst. Von der Theorie zur Praxis. Echter Verlag, 1982, ISBN 3429006538, zusammen mit Thomas Hüchering, Friedrich Herold, Alfred Herdegen.
- Gottesdiensthelfer. Rolle, Aufgabe und Anforderung. Echter Verlag, 1982, ISBN 3429006236.
- Ökumenische Gebete. Friedrich Pustet, 1991, ISBN 3791712721, zusammen mit Reinhard Mumm.
- Heilige als Brückenbauer. Heiligenverehrung im ökumenischen Dialog (Andechser Reihe, Band 1). EOS, 1997, ISBN 3880967784, zusammen mit Hans M. Barth, Philipp Harnoncourt, Jan M. Lochman, Evangelos Theodora, Oliva Wiebel-Fanderl, Hildegard S. Schwegler, Eberhard Zellweger, Anselm Bilgri (Herausgeber) und Karl Schlemmer (Herausgeber).
- Krise der Beichte, Krise des Menschen? Echter Verlag, 1998, ISBN 3429020549.
- Auf der Suche nach dem Menschen von heute. EOS, 1999, ISBN 3880969760.
- Feiern in Zeichen und Symbolen. Neue Modelle für priesterlose Gottesdienste. Herder, Freiburg 1999, ISBN 3451265230, zusammen mit Hans Bauernfeind.
- Andechser Anfänge. Beiträge zur frühen Geschichte des Klosters Andechs. EOS, 2000, ISBN 3830670257, zusammen mit Eduard Hlawitschka, Ermengard Hlawitschka-Roth, Anselm Bilgri (Herausgeber) und Karl Schlemmer (Herausgeber).
- Ausverkauf unserer Gottesdienste? Echter Verlag, 2002, ISBN 3429024579.
- Gemeinde am Sonntag. Herder, Freiburg 2003, ISBN 3451282410.
- Zurück in die Zukunft. Mut zum Risiko in Pastoral, Liturgie und Ökumene. Echter Verlag, 2007, ISBN 342902904X.